# 大草町 (田原市)
大草町（おおくさちょう）は、愛知県田原市の地名。52の小字が設置されている。

## 地理
旧田原町南西部に位置する。東は南神戸町、南は遠州灘に接する。

### 字一覧
字名は以下の通りである。
| - 雨堤（あまづつみ） - 荒子（あらこ） - 大草原（おおくさばら） - 大坪（おおつぼ） - 沖田（おきだ） - 神戸（かんべ） - 北左位神（きたさいじん） - 北清明（きたせいめい） - 北宝龍（きたほうりゅう） - 北山寺（きたやまでら） - 蔵屋敷（くらやしき） - 幸田（こうだ） - 小丸（こまる） - 三軒（さんげん） - 志田（しだ） - 志田原（しだばら） - 清水（しみず） - 砂子（すなご） | - 惣作（そうさく） - 高砂（たかすな） - 茶園（ちゃえん） - 長坂（ながさか） - 中原（なかはら） - 中半（なかはん） - 南神（なんじん） - 西高尾（にしたかお） - 西辷り（にしぬめり） - 西ノ谷（にしのたに） - 西前（にしまえ） - 二本木（にほんぎ） - 糠塚（ぬかづか） - 辷り（ぬめり） - 畑巻（はたまき） - 半身（はんみ） - 東高尾（ひがしたかお） - 東畑（ひがしばた） | - 東前（ひがしまえ） - 東山田（ひがしやまだ） - 平松（ひらまつ） - 宝龍（ほうりゅう） - 北神（ほくじん） - 本郷（ほんごう） - 前田（まえだ） - 前山（まえやま） - 御園（みその） - 御園蒔（みそのまき） - 南左位神（みなみさいじん） - 南三軒（みなみさんげん） - 南清明（みなみせいめい） - 弥田（やだ） - 山田（やまだ） - 山之寺（やまのてら） |

## 歴史

### 地名の由来
「くさ」は、共有の草取り場である「くさば」に由来する。中田利左衛門文書によると、新羅からの渡来人であった渥美氏が本国から持ち込んだ綿の栽培場所であったことによるという。

### 沿革
- 南北朝時代〜日本にかけて、大草御厨の名が諸書に見られる[7]。
- 江戸時代 - 当初は幕府領の大草村として所在[7]。
- 寛文4年 - 田原藩領となる[7]。
- 1889年（明治22年） - 合併に伴い、神戸村大字大草となる[7]。
- 1955年（昭和30年） - 合併に伴い、田原町大字大草となる[7]。

## 世帯数と人口
2015年（平成27年）10月1日現在の世帯数と人口は以下の通りである。
| 町丁   | 世帯数  | 人口    |
| ------ | ------- | ------- |
| 大草町 | 352世帯 | 1,221人 |

### 人口の変遷
国勢調査による人口の推移
| 2005年（平成17年） | 1,276人 | [ 8 ] |  |
| 2010年（平成22年） | 1,306人 | [ 9 ] |  |
| 2015年（平成27年） | 1,221人 | [ 2 ] |  |

## 学区
市立小・中学校に通う場合、学区は以下の通りとなる。また、公立高等学校に通う場合の学区は以下の通りとなる。
| 番・番地等 | 小学校             | 中学校             | 高等学校 |
| ---------- | ------------------ | ------------------ | -------- |
| 全域       | 田原市立大草小学校 | 田原市立東部中学校 | 三河学区 |

## 施設
- 田原市立大草小学校[12]
- 大草団地[12]
- 本郷神社[12]
- 曹洞宗大泉寺[12]

## その他

### 日本郵便
- 郵便番号 : 441-3425[3]（集配局：田原郵便局[13]）。